# Maury Channel
Der Maury Channel ist ein natürlicher Wasserweg durch den zentralen kanadisch-arktischen Archipel in der Region Qikiqtaaluk, Nunavut. Er trennt die Insel Baillie-Hamilton (im Norden) von der Insel Cornwallis (im Süden). Im Westen mündet er in den Queens Channel und im Osten in den Wellington Channel.